# Bene Vagienna
Bene Vagienna (Bene in piemontese; Bénes in francese) è un comune italiano di 3 633 abitanti della provincia di Cuneo, in Piemonte.

## Geografia fisica
Il comune è situato nella pianura cuneese alla confluenza tra i torrenti Mondalavia e Cucetta, affluenti del Tanaro, ed è parzialmente incluso nella Riserva naturale speciale dell'area di Augusta Bagiennorum.
Ha otto frazioni:
- Buretto ad ovest verso Fossano
- Gorra a sud verso Carrù
- Isola a sud verso Trinità
- Podio a nord verso Narzole
- Pra ad est verso Lequio Tanaro
- Roncaglia a nord-est
- San Bernardo a nord verso Salmour
- San Luigi a sud verso Carrù
- Santo Stefano a sud-est

## Storia

### Origini e toponomastica
Fondata da antiche popolazioni liguri del territorio, i Bagienni (o Vagienni), poi mescolati col dominio romano-augusteo del II-I secolo a.C. in Piemonte, con una nuova colonia-oppidum chiamata Augusta Bagiennorum o, per traslitterazione, anche Vagiennorum.
 Il primo nucleo urbano fu orientato astronomicamente secondo solstizi e equinozi, seguendo quindi le linee geografiche di latitudine e longitudine terrestre.

Insieme ad altri agglomerati vicini, come Pollentia (Pollenzo) o Alba Pompeia (Alba), Bagienna divenne ben presto un punto di riferimento per la vita delle antiche province romane piemontesi: l'area archeologica conserva i resti di un foro romano cittadino, di un teatro e di un anfiteatro. Distrutta la maggior parte vecchia città romana in seguito a continue battaglie, nel VI secolo sorse un nuovo borgo verso nord-est, nel punto alla confluenza del torrente Mondalavia e il rio Cucetta, entrambi affluenti del Tanaro.

### Medioevo
Il toponimo Bagienna, o Vagienna, contratto prima in Bagienne e quindi Baenne, si trasformò semplicemente in Bene (forse anche per buon auspicio), come fu attestato già in alcuni documenti del IX secolo: il nuovo nucleo urbano prosperò a tal punto che nel 901, quando l'imperatore Ludovico il Cieco l'assegnò in possesso temporale al vescovo di Asti, il paese era munito di una  curtis imperiale e di una pieve (parrocchia) autonoma, con un territorio vastissimo (circa 7.500 ettari),  ridottosi, poi, nei secoli seguenti.
Il dominio vescovile di Bene durò per circa cinque secoli, con varie interruzioni tra le quali merita di essere ricordato il periodo di reggimento a libero Comune nella prima metà del XIII secolo. All'epoca, Bene fece sia alleanze che guerre e fu trattata alla pari dei maggiori comuni e principati dell'Alto Piemonte.

Nel 1387, Amedeo di Savoia, principe di Acaia, dopo aver distrutto le mura cittadine e il castello, s'impadronì dell'intero territorio: iniziò così la dominazione sabauda che fu, compatibilmente coi tempi, apportatrice di pace e di prosperità.

### Storia moderna e contemporanea
Nel XV secolo fu sotto dominio feudale dei Costa di Chieri (documento del 23 agosto 1413) con l'infeudazione, da parte dell'ultimo degli Acaja, anche dei vicini paesi di Trinità e Carrù a Lodovico Costa, un patrizio di Chieri, e suo fedele vassallo. Della stessa famiglia fece parte anche la beata contessa Paola Gambara da Brescia, morta nel 1515, la cui salma riposa nella chiesa di San Francesco.
Sotto il dominio dei Costa vengono compiuti importanti lavori di dissodamento e di irrigazione e la città prende, nelle sue vie e nei suoi edifici, un aspetto stabile. Il potere dei conti di Bene si infiacchì verso il 1550-1560, a causa dell'alleanza con i francesi nella guerra contro gli spagnoli. Con l'aiuto de re di Francia Francesco I, Giovanni Lodovico Costa, conte di Bene, fece fortificare la città sui disegni di Francesco Horologi da Vicenza, nel decennio di tregua stabilitasi a Nizza nel 1538 tra il re di Francia e l'imperatore Carlo V. Bene venne cinta di fortificazioni con l'abbattimento dei borghi esterni, e della chiesa della Rocchetta, e fatta sede di un forte presidio forestiero.
Quando Emanuele Filiberto, dopo la Pace di Cateau Cambrésis del 1559, rientrò nei suoi possessi,  Bene venne reintegrata nel ducato sabaudo. Costa fu costretto a conglobare i contadi di Pont di Vesle e di Castiglione d'Ombres, e il 12 agosto 1561 i delegati di Bene pagarono al Ducato, 12000 scudi d'oro, per liberarsi della signoria dei Costa, e per non essere più infeudati ad alcuno, qual non fosse principe di Piemonte (dalle carte conservate nell'archivio del Comune).

Nel 1607, le fortificazioni erette nel secolo precedente, e delle quali molte esistenti tuttora, fecero di Bene una piazzaforte importante che ebbe peso nelle lotte del tempo. Qualche anno più tardi, il castello fu visitato dal capitano Ascanio Vittozzi, ingegnere alla corte di Carlo Emanuele I di Savoia, e su suo parere, esso venne 'ristorato' nel 1615-1616 a spese di Bene, e dei Comuni di Clavesana, Farigliano, Piozzo, Carrù, Trinità e Salmour. L'esercito francese del conte di Harcourt assediò il paese nel 1641, conquistandolo dopo un'accanita resistenza della guarnigione e della popolazione, che costò a quest'ultima la distruzione di molte case. 
Il paese si riprese solo qualche anno più tardi, grazie all'istituzione di una collegiata di canonici per gli ordini religiosi che vi ebbero sede, e per le illustri famiglie che vi dimorarono; il re Carlo Emanuele I, che regnò tra il 1580 e il 1630, accordò spontaneamente ai fedelissimi di Bene il nome ed il grado di città ducale, come appare dallo stemma a lei concesso, corredato dal motto Deo et Principi ("a Dio e al Principe").
Nel 1763 «dall'invittissimo re Carlo Emanuele III in appannaggio a S.A.R. Benedetto Maria Maurizio di Savoia, duca del Chiablese e per accrescere maggior pregio a cotal investitura feudale…». Bene, infatti, fu innalzata a principato per il duca del Chiablese, mediante lettere patenti datate 8 febbraio 1763.. A cavallo tra il XVII e XVIII secolo vi fu un intenso periodo ricostruttivo, specie nei pubblici edifici che lasciarono alla città, fino ad allora di aspetto pressoché medievale, l'impronta che ancora conserva. Tuttavia, in seguito alle pestilenze, come misura precauzionale quegli stessi edifici furono imbrattati di calce, quindi intonacati. Conformemente alle necessità stilistiche del tempo, le case vennero frequentemente rimaneggiate, facendo scempio delle caratteristiche medioevali preesistenti. Ne sono prova la casa parrocchiale, ultimata nel 1659, la chiesa di San Francesco, terminata lo stesso anno per la parte muraria e nel 1718 per le decorazioni a stucchi, i Cappuccini verso il 1650, il Palazzo Municipale nel 1728, la Confraternita di San Bernardino nel 1721, chiesette e oratori vari tra cui quello dell'Epifania o dei Magi, molti palazzi signorili dell'epoca della reggenza di Madama Reale (Palazzo Magistrati, già dei Garezzo di Castelbosco, Palazzo dei Marchesi del Villar poi dei Sicca, poi sede della locale Banca di Credito Cooperativo, Palazzo Giriodi di Monastero, già degli Oreglia di San Stefano, Palazzo Lucerna di Rorà già degli Oreglia di Novello ecc.). Rimangono a testimonianza visibile dell'opulenza barocca, gli sfarzosi e ridondanti arredi e suppellettili che troviamo disseminati non soltanto nelle numerose chiese, ma anche nelle abitazioni private.
Nel 1796, Bene fu occupata dalle truppe napoleoniche: in seguito all'armistizio di Cherasco, passò sotto il presidio francese, subendo le imposizioni della rivoluzione e dell'impero.
Nel luglio del 1797 - in analogia a quanto avveniva a Savigliano, Fossano e in altre località delle Langhe e del Piemonte in genere - anche Bene Vagienna fu teatro di insurrezioni popolari originate dall'esasperazione degli abitanti contro l'aumento del prezzo del pane e del sale, nonché dalle esagerate e assurde richieste di contribuzioni di guerra da parte dei francesi. In quest'anno, alcuni giovani benesi, pur di non sottostare alla leva militare obbligatoria introdotta dalle leggi francesi, preferirono ingrossare (più di quanto non fosse già accaduto negli ultimi mesi del 1796) le file degli insorgenti (chiamati barbets) che combattevano contro gli occupanti d'oltralpe.
Col ritorno dei Savoia, la storia di Bene si unificò a quella del Piemonte e dell'Italia. Nella seconda metà del XIX secolo, al nome di Bene fu riaffiancato l'antico nome di Vagienna, in ricordo dei suoi antichi fondatori, ma anche per non confonderla con i domini dei Savoia del Comune di Bene di Lario, quest'ultimo in Provincia di Como.

Nel 2000 si è celebrato il bimillenario della fondazione di Augusta Bagiennorum.

Stemma comunale

### Simboli
Nel 1613 venne consegnato lo storico stemma costituito da: Un San Giorgio armato a cavallo che con la lancia uccide un drago in campo rosso. Esso venne integrato il 25 luglio 1688 con la concessione del Capo di Savoia (capo di rosso, alla croce d'argento) in considerazione del «suo merito per le continue prove del suo zelo, e fedeltà verso il real servizio» e oggi si blasona: di rosso, al San Giorgio armato di tutte pezze al naturale, a cavallo, rivolto, in atto di ferire con la lancia il drago di verde, col capo di Savoia. Timbrato dalla corona comitale, motto: Deo et Principi.
Lo stemma nella sua forma aulica è a cartoccio e timbrato dalla corona comitale, accompagnato da una lista svolazzante con il motto Deo et Principi ("a Dio e al principe") e da due draghi tenenti nelle fauci un ramo d'alloro di verde con drupe d'oro. Il gonfalone è un drappo di rosso con la bordatura di bianco.

## Monumenti e luoghi d'interesse

### Siti archeologici
- Augusta Bagiennorum città romana, fondata negli ultimi decenni del I secolo a.C.

### Architetture civili
- Castello dei conti Costa. Il primo documento ufficiale, risale al 18 giugno 901 quando l’imperatore Ludovico III cedette Bene Vagienna al vescovo di Asti Eilulfo. Nell'Ottocento fu trasformato in ospedale di carità, oggi è sede della casa di riposo per anziani

- Municipio

- Palazzo Lucerna di Rorà: costruito su una struttura preesistente di epoca medioevale, fra il ‘600 e ‘700 dai marchesi Oreglia di Novello conti di Castino e Farigliano e baroni di Isola. Il 24 aprile 1796 il palazzo ospitò il generale Napoleone Bonaparte durante la campagna d’Italia. Attualmente è sede del Museo Civico-Archeologico, dove sono custoditi i reperti romani di Augusta Bagiennorum

- Palazzo Marchesi del Villar, fu dimora della famiglia dei Carrassi marchesi del Villar (antica famiglia venuta a Bene nel 1387 al seguito del principe d’Acaja). Attualmente è la sede della Banca di Credito Cooperativo di Benevagienna

- Palazzo Giriodi e Parco, costruito da questa antica famiglia

- Monumento ai caduti benesi,  inaugurato il 17 settembre 1922, è opera dello scultore Pietro Canonica (Torino, 1869 - Roma, 1959)

### Architetture religiose
- Chiesa di Santa Maria Assunta
- Chiesa di San Francesco
- Chiesa di San Rocco
- Chiesa dei Disciplinati Bianchi (sconsacrata)
- Chiesa dei Battuti Neri (sconsacrata)
- Chiesa di San Gottardo (patrono di Bene, sconsacrata)

## Galleria d'immagini

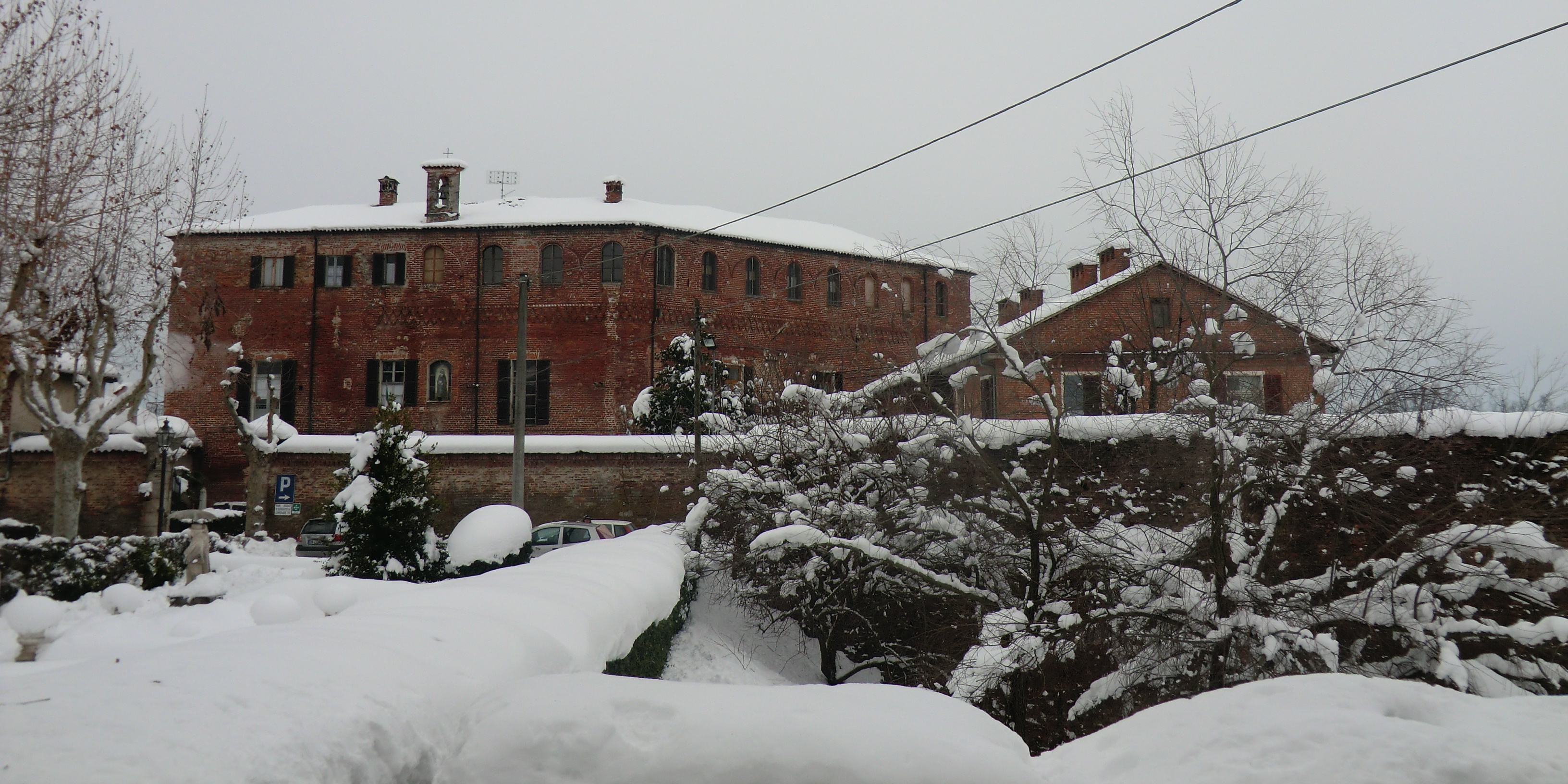
Castello dei Conti Costa
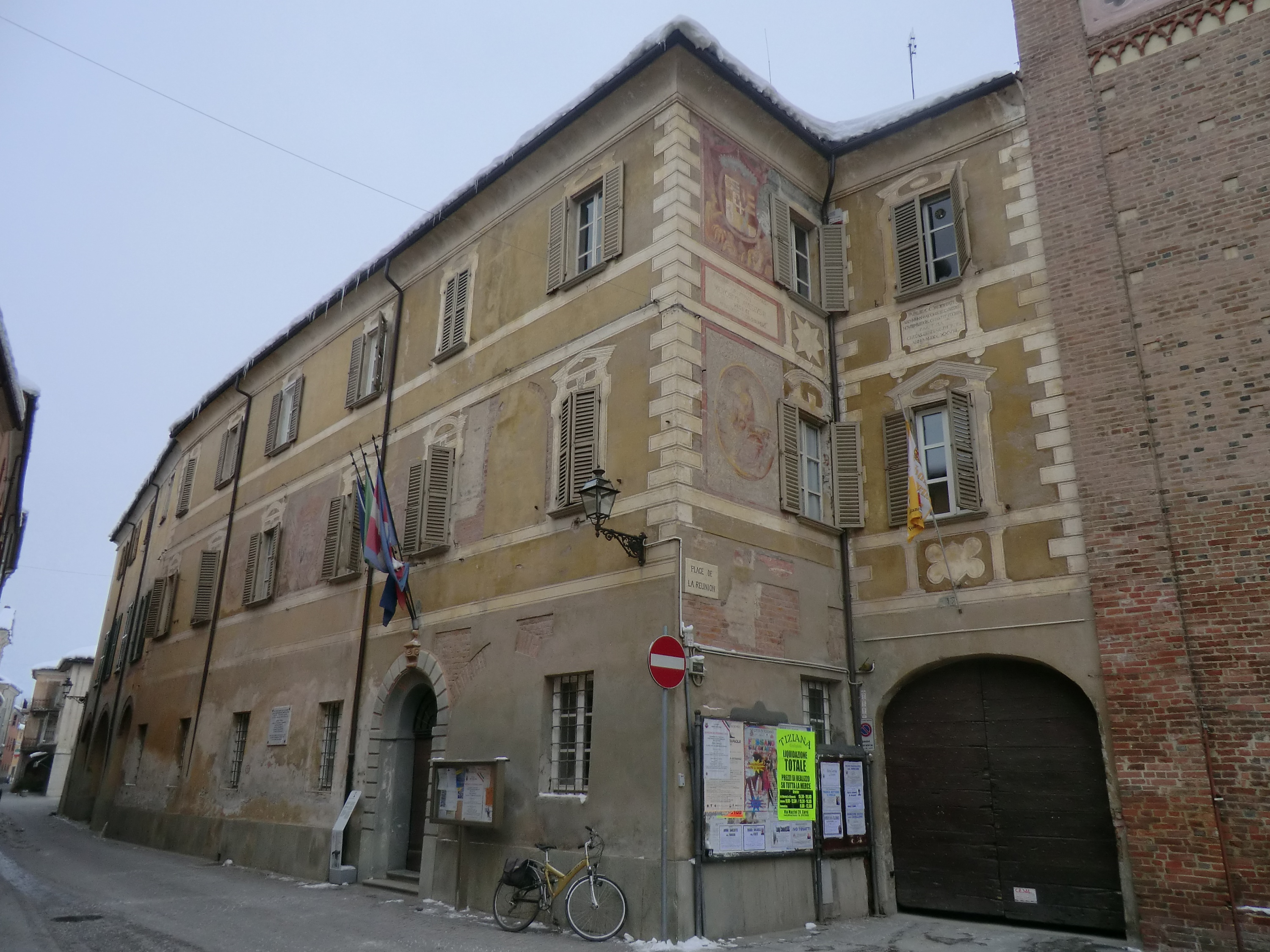
Municipio
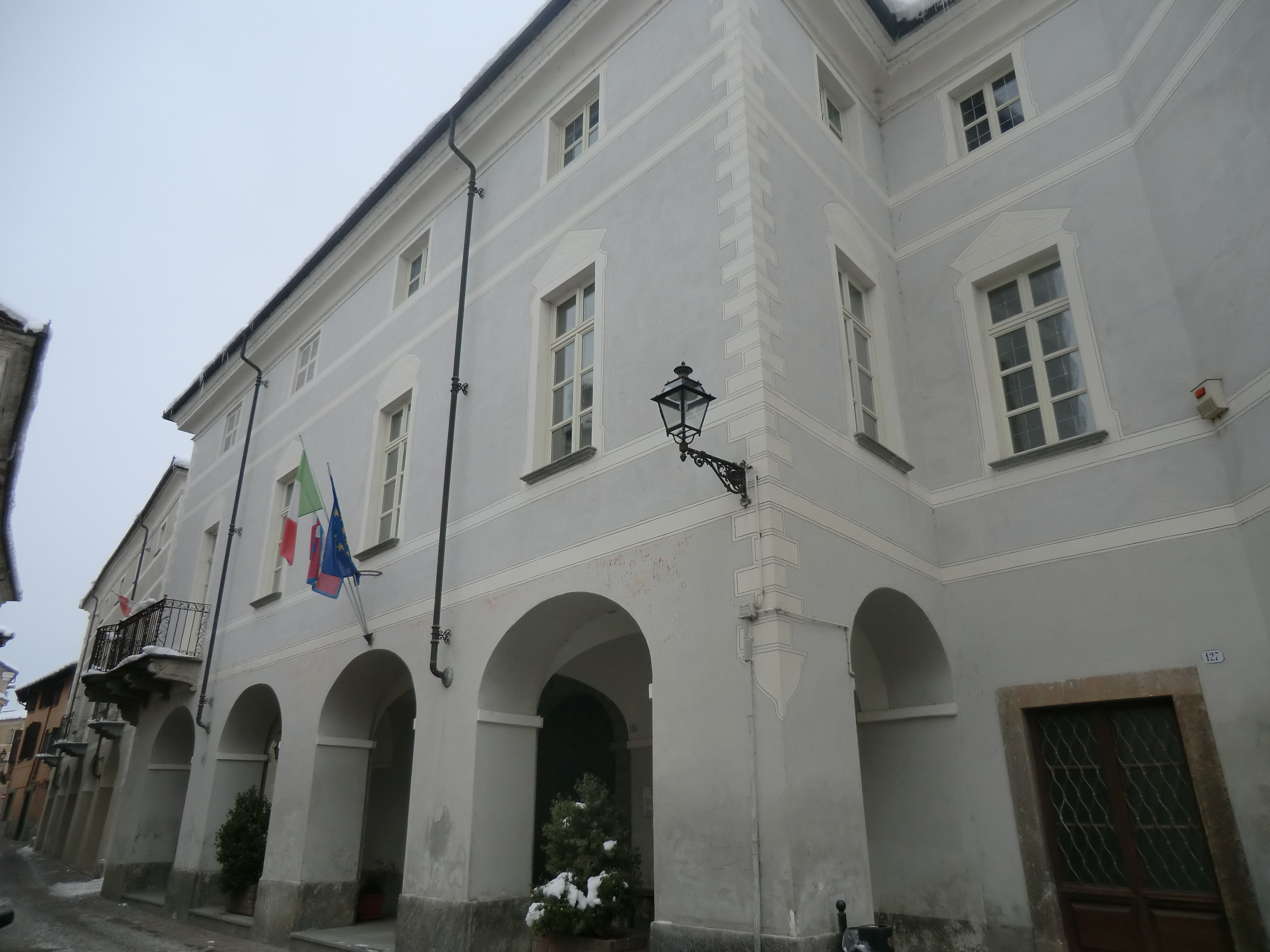
Palazzo Locerna
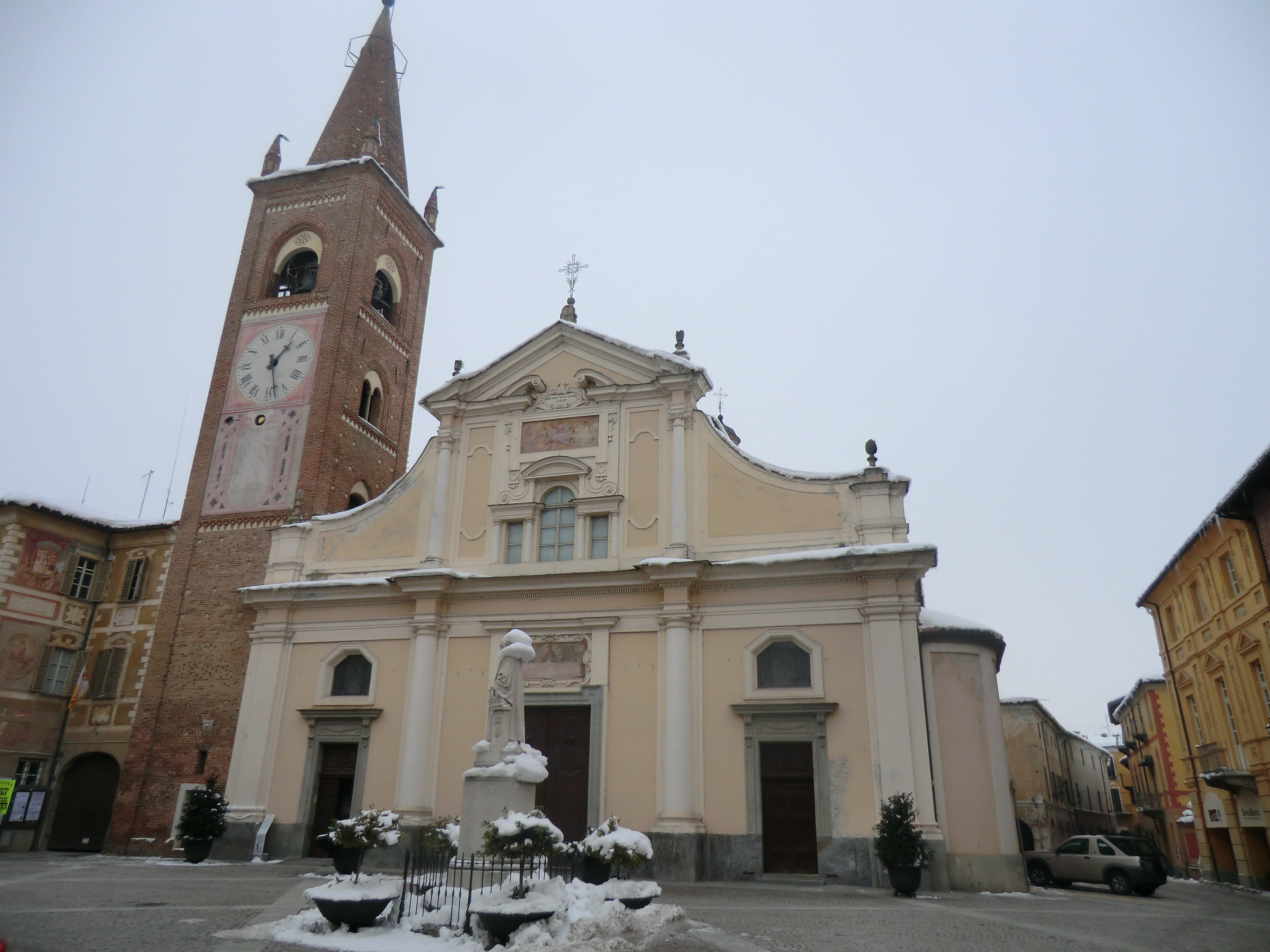
Chiesa di Santa Maria Assunta
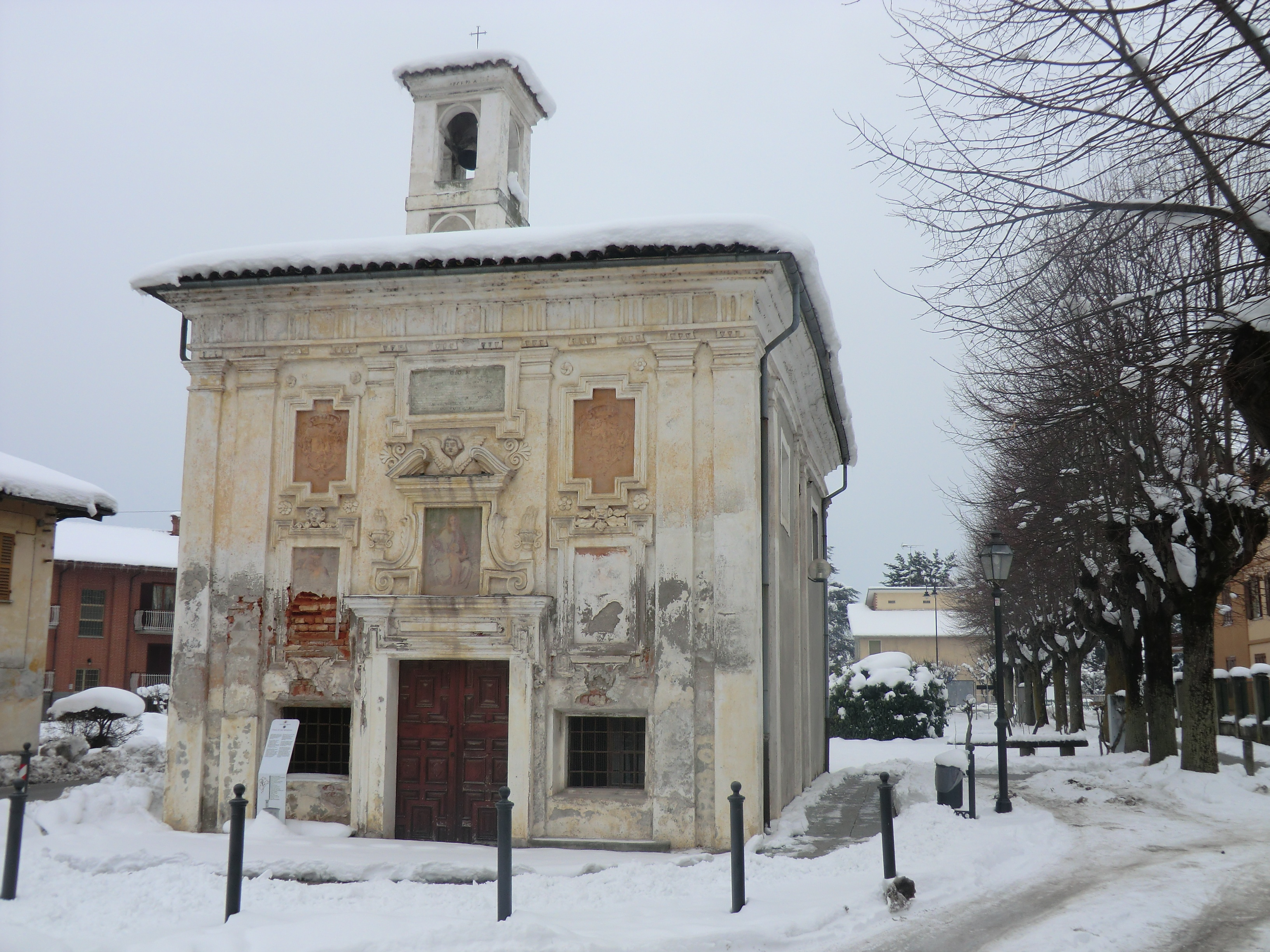
Chiesa di San Sebastiano
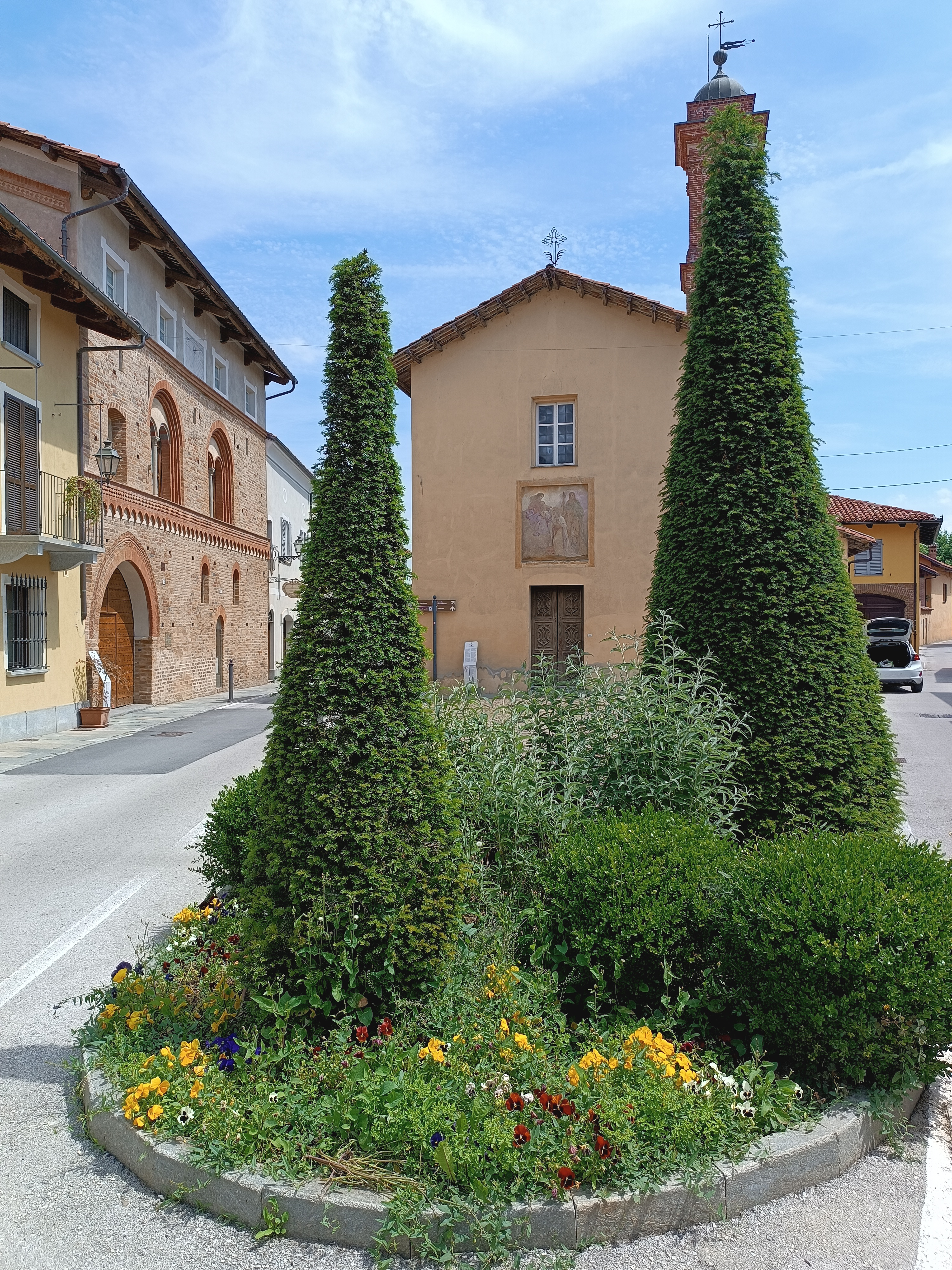
Chiesa di San Rocco

## Società

### Evoluzione demografica
Abitanti censiti

### Etnie e minoranze straniere
Secondo i dati Istat al 31 dicembre 2017, i cittadini stranieri residenti a Bene Vagienna sono 417, così suddivisi per nazionalità, elencando per le presenze più significative:
1. Romania, 137
2. Marocco, 83
3. Albania, 46
4. Filippine, 27
5. Moldavia, 21

## Cultura

### Musei
Il Museo civico archeologico è situato nel centro storico, presso il settecentesco Palazzo Lucerna di Rorà; è visitabile tutto l'anno con l'accompagnamento di guide turistiche.
Al primo piano, cui si accede salendo un ampio scalone che la tradizione dice disegnato da Filippo Juvarra, è situata la Sala Assandria, già allestita agli inizi del Novecento da Assandria e Vacchetta per ospitare i reperti provenienti dagli scavi di Augusta Bagiennorum. Vi sono murati gli stipiti in marmo di due delle tre porte che decoravano la scena del teatro, oltre a frammenti architettonici in marmo e stucco (cornici, capitelli, ecc.), antefisse in terracotta, epigrafi e laterizi con bollo provenienti da vari edifici della città antica. Al centro, una grande vetrina conserva i corredi delle sepolture rinvenute nella necropoli meridionale (I secolo d.C.), ceramica fine (Terra sigillata) e di uso comune, vetri, lucerne, utensili ed oggetti di ornamento (fibule, anelli, appliques) in bronzo, monete, oltre ad alcune teste in marmo, tra cui un'ermetta di Sileno e statuette in bronzo di piccole dimensioni (Mercurio nell'iconografia sia stante sia seduto, una pantera e un pavone).
La stanza accanto, dovrebbe essere destinata alla storia degli scavi ed alla ricostruzione delle figure di Assandria e Vacchetta anche attraverso documenti di archivio. 
Al piano terreno, una manica con tre sale sarà dedicata al territorio ed alla città, vista attraverso i monumenti pubblici meglio conosciuti (teatro, anfiteatro, tempio) e i documenti della vita quotidiana (anfore, ceramica, suppellettile di vario genere).

### Eventi

#### Fiera della Beata Paola
La festa più importante di Bene Vagienna è dedicata alla "Beata Paola". Paola Gambara Costa venne in sposa al conte di Bene Lodovico Antonio Costa nel 1486. Per celebrare il cinquecentesimo anniversario dell'arrivo di Paola in terra benese, l'Associazione Culturale Amici di Bene nell'ottobre del 1986 ha allestito una rievocazione storica per far rivivere - a suon di chiarine e tamburi - il corteo nuziale con il quale la fanciulla faceva ingresso nel borgo.
La manifestazione è stata quindi riproposta, di concerto con l'amministrazione comunale e sotto il patrocinio di una banca locale, nelle primavere del 1990 e del 1992, mentre nell'autunno del 1991 il Corteo Storico contessa di Bene è stato presentato a Gambara, uno degli antichi feudi della Beata Paola. La manifestazione - diretta dal regista Ivo Tosatti - ha coinvolto l'intera popolazione. Gli oltre 200 figuranti, con abiti in stile confezionati da Adriana Borsotto, rappresentavano nobili, notabili, armigeri, damigelle, paggetti e borghigiani.
Il momento cardine della sfilata lo si vive nei pressi del Castello, con la rievocazione del miracolo delle rose: la scena rappresenta il Beato Angelo Carletti che invita la contessa ad assistere i poveri. Così Paola si avvicina a dei mendicanti per offrire loro del pane; improvvisamente arriva il marito e Paola, per intercessione di Dio, trasforma le pagnotte in rose per nasconderle al conte.
La sfilata si conclude con una festa con danze medioevali e giochi.

#### Augusta Antiquaria
Il mercatino delle pulci si svolge il primo maggio e la quinta domenica del mese, tutte le volte che un mese ha cinque domeniche, nelle vie del centro storico. Il numero delle bancarelle supera le tre centinaia.

#### Presepe ligneo
Un angolo del centro storico o di una delle frazioni della città viene ricostruito come sfondo del presepio. Nella scenografia vengono inserite antiche statue lignee policrome, utilizzate per secoli dai francescani. Le statue misurano dai 60 ai 65 centimetri e hanno una struttura snodabile che consente di far assumere ai figuranti pose e atteggiamenti diversi. I “manichini” sono rivestiti con antichi e ricchi costumi.
Manca il Gesù Bambino originario: la statuina che lo sostituisce non è coeva al resto dei personaggi. Il bue e l'asinello, uniche eccezioni, sono di terracotta mentre altri due particolari meritano attenzione. L'abbigliamento dei Re Magi consiste di sontuosi abiti ricavati da antichi paramenti sacri, mentre le pecore sono rivestite da un soffice vello di pelo ovino. Il Presepe di Bene è inaugurato con l'avvicinarsi del Natale alla presenza di un padrino o di una madrina d'onore.
Il Presepio è visitabile nei giorni festivi e prefestivi nella chiesa dei Disciplinati Bianchi in via Roma 16 bis fino al 24 gennaio, giorno nel quale si festeggia la beata Paola Gambara Costa.

## Amministrazione
| Periodo         | Periodo         | Primo cittadino           | Partito       | Carica                  | Note   |
| --------------- | --------------- | ------------------------- | ------------- | ----------------------- | ------ |
| 28 aprile 1997  | 24 ottobre 1997 | Luciana Deila             | Lista civica  | Sindaco                 | [ 14 ] |
| 25 ottobre 1997 | 25 maggio 1998  | Irma Ribero               |               | Commissario prefettizio | [ 15 ] |
| 25 maggio 1998  | 28 maggio 2002  | Sebastiano Sergio Gazzera | Centro destra | Sindaco                 | [ 16 ] |
| 28 maggio 2002  | 29 maggio 2007  | Sebastiano Sergio Gazzera | Lista civica  | Sindaco                 | [ 17 ] |
| 29 maggio 2007  | 7 maggio 2012   | Giacomo Borra             | Lista civica  | Sindaco                 | [ 18 ] |
| 7 maggio 2012   | in carica       | Claudio Ambrogio          | Lista civica  | Sindaco                 | [ 19 ] |